# Femme caressant un perroquet
Femme caressant un perroquet, aussi appelé Femme au perroquet ou Femme avec un perroquet, est un tableau d'Eugène Delacroix réalisé en 1827. Cette huile sur toile est conservée au musée des Beaux-Arts de Lyon.

## Histoire
Entre 1825 et 1827, Delacroix connaît une crise sentimentale ou sensuelle qui se traduit par une prolifération de tableaux dépeignant des scènes à caractère plus ou moins érotique ; selon le journal intime qu'il tient, la réalisation des tableaux fut alors entrecoupée d'assouvissement sexuel avant que la jeune femme ne s'en aille. Le modèle qui a posé pour ce tableau est peut-être Mademoiselle Laure, laquelle apparaît aussi dans La Mort de Sardanapale et La Grèce sur les ruines de Missolonghi, tous deux réalisés par Delacroix au même moment ; mais il peut aussi s'agir de Rose, un autre modèle de l'artiste.
Plusieurs commentateurs s'accordent à dire que ce tableau a été inspiré de Vénus et Cupidon, de Lambert Sustris, et conservé au Louvre. Le dessin préparatoire de ce tableau, plus petit et se résumant au contour de la femme, est accroché à proximité de celui-ci, dans la même salle du musée.

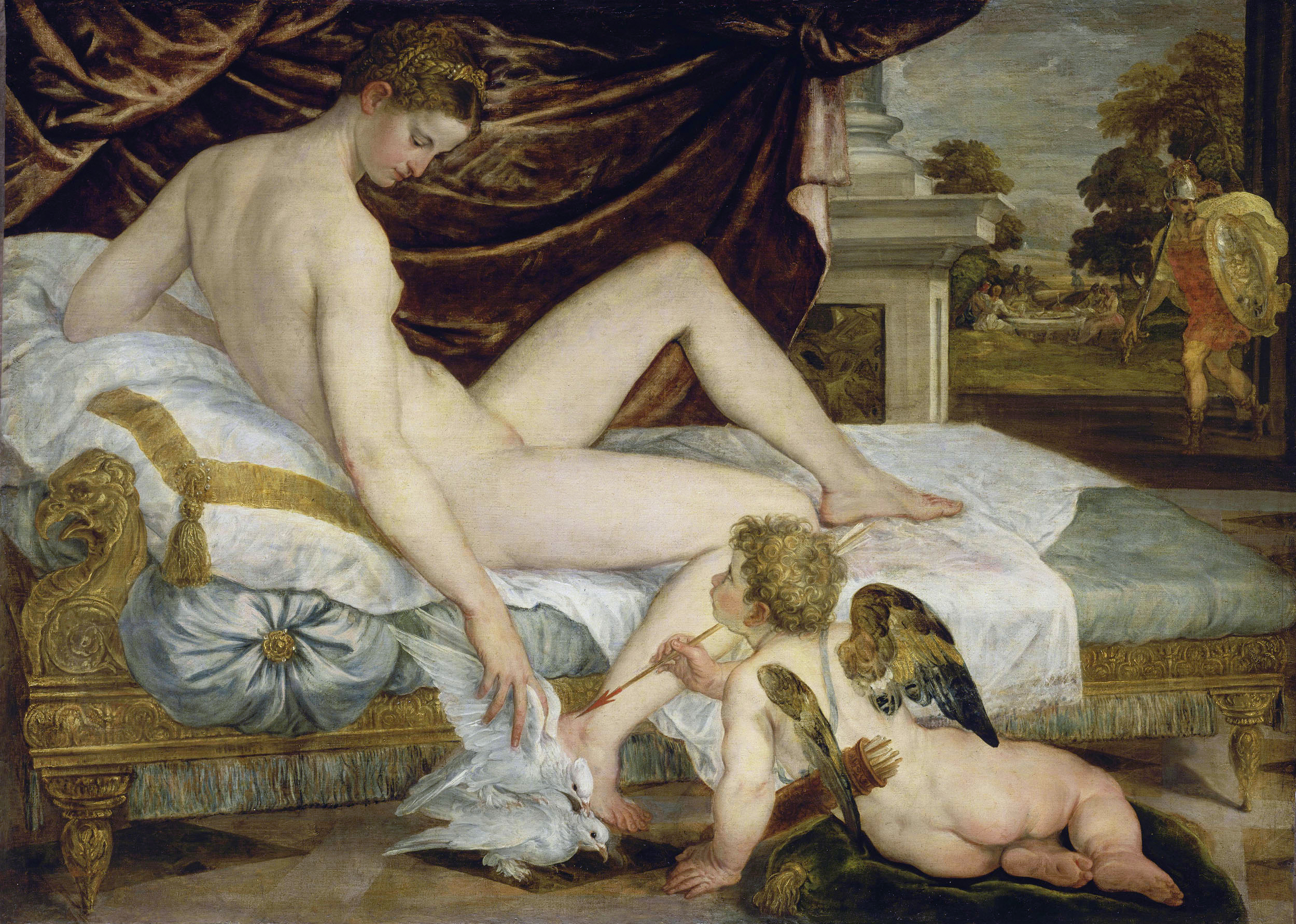
Vénus et l'Amour, de Lambert Sustris, a inspiré cette œuvre.

Ce tableau constitue un don de Couturier de Royas en 1897.

## Description
L'œuvre montre une jeune femme nue, les jambes croisées, portant une coiffe et des colliers étincelants ; elle est étendue sur un canapé bleu recouvert d'une draperie aux tonalités roses et caresse de sa main gauche un perroquet qui est au sol. Le pied droit de la femme repose sur un coussin de couleur or, tandis que des draperies jaunes et orange comblent la partie gauche du tableau. Quelques éléments revoient à l'orientalisme dont Delacroix était imprégné. La gamme chromatique se résume aux trois couleurs primaires.

## Accueil
Patrice Béghain, qui a rédigé un ouvrage sur les tableaux du musée de Lyon, voit dans cette femme une « Vénus romantique, indifférente et disponible », faussement pudique, dont le but est tout autant de satisfaire les sens que l'esprit ; il appelle ce tableau le « talisman » du musée en dépit de son petit format. Raymond Escholier considère le corps de cette femme comme étant « admirablement modelé » au milieu des velours, soies et satins, Delacroix ayant ici « dégagé une symphonie claire où dominent les notes froides » qui rappelle Vermeer, et conclut qu'il s'agit d'une œuvre attestant d'un « grand peintre ».
Les spécialistes de la littérature pensent que le tableau a influencé les images visuelles du roman de Balzac «La Fille aux yeux d'or».